# Sampling (warunek Creative Commons)
Sampling – niezalecany obecnie warunek Creative Commons, który zezwala na samplowanie i tworzenie remiksów utworów muzycznych, a nie pozwala na wykorzystanie sampli do celów reklamowych. Wersja tej licencji ze znaczkiem „+” zezwala na samplowanie do celów komercyjnych i niekomercyjnych, a licencja „noncomercial +” – tylko do celów niekomercyjnych. Obie wersje licencji Sampling, tak jak wszystkie inne obecnie stosowane licencje CC, wymagają uznania autorstwa.